# Esmark Glacier
För andra betydelser, se Esmark.
Esmark Glacier är en glaciär i Sydgeorgien och Sydsandwichöarna (Storbritannien). Den ligger i den nordvästra delen av Sydgeorgien och Sydsandwichöarna.